# Pilori de Sortelha
Le pilori de Sortelha (en portugais : Pelourinho de Sortelha) se trouve dans la freguesia de Sortelha, du concelho de Sabugal, dans le district de Guarda, au Portugal.
Ce pilori manuélin construit au XVIe siècle se dresse à proximité d'un château médiéval, dans le centre historique de Sortelha ; il est classé comme Imóvel de Interesse Público depuis 1933.